# Acerentulus sinensis
Acerentulus sinensis är en urinsektsart som beskrevs av Wu och Yin 2007. Acerentulus sinensis ingår i släktet Acerentulus och familjen lönntrevfotingar. Inga underarter finns listade i Catalogue of Life.